# 신희현
신희현(申熙鉉 , 1966년, 충청남도 예산군 삽교읍 ~ )1985년 학군사관 27로 입교하여, 1989년 졸업과 함께 보병 소위로 임관했다. 45대 제2작전사령관으로 재직하였다.

## 진급
- 1989년, 소위 임관
- 2016년 10월, 준장 진급
- 2018년 11월, 소장 진급
- 2021년 12월, 중장 진급
- 2022년 5월, 대장 진급